# 札幌市交通局170形電車
札幌市交通局170形電車（さっぽろしこうつうきょく170がたでんしゃ）は、札幌市交通局の前身である札幌市電気局が1937年に導入した札幌市電の路面電車車両である。

## 概要
1937年（昭和12年）に導入された半鋼製4輪単車。171～175号の5両。
130形、150形の増備車で同一設計である。ボギー車導入までは主力車種として活躍した。
1958年（昭和33年）に道産電車200形に主要機器を譲って全車廃車となった。

## 主要諸元
- 全長：8,230mm
- 全幅：2,210mm
- 全高：3,445mm
- 自重：7.0t
- 定員：42人
- 出力・駆動方式：22.38kW×2・吊り掛け式
- 台車型式：日本車輌SS形